# Заместитель премьер-министра Канады
Ниже приведён спи́сок замести́телей председа́теля Прави́тельства Кана́ды с момента основания должности в 1977 г.

## Заместители председателя Правительства
- 16 сентября 1977 — 3 июня 1979: Аллан Джозеф Макикен (первый раз)
- 3 марта 1980 — 29 июня 1984: Аллан Джозеф Макикен (второй раз)
- 30 июня 1984 — 16 сентября 1984: Жан Жозеф Жак Кретьен
- 17 сентября 1984 — 29 июня 1986: Эрик Нильсен[англ.]
- 30 июня 1986 — 24 июня 1993: Дональд Фрэнк Мазанковски
- 25 июня 1993 — 3 ноября 1993: Жан Ж. Шаре
- 4 ноября 1993 — 30 апреля 1996: Шила Морин Копс (первый раз)
- 19 июня 1996 — 10 июня 1997: Шила Морин Копс (второй раз)
- 11 июня 1997 — 14 января 2002: Герберт Эзер Грей
- 15 января 2002 — 11 декабря 2003: Джон Пол Мэнли
- 12 декабря 2003 — 23 января 2006: Э. Энн Маклеллан
- 20 ноября 2019 — 16 декабря 2024: Христя Фриланд